# Francesco Romano (attore)
Francesco Romano (Messina, 17 settembre 1964 – Los Angeles, 18 maggio 2025) è stato un attore e regista italiano.

## Biografia
Attore, doppiatore e regista italiano, vive e lavora a Hollywood; attualmente è impegnato nella soap opera Il tempo della nostra vita in onda tutti i giorni sulla rete televisiva americana NBC. Francesco cresce a Messina e a Matera; in Italia frequenta il Liceo Classico dove sviluppa una sfrenata passione per la letteratura e il teatro. A Roma supera l'esame di ammissione all'”Accademia Nazionale d'Arte Drammatica Italiana“. Partecipa ad alcune audizioni durante il periodo accademico. Dopo due anni arriva la prima scrittura teatrale e debutta in Assassinio nella Cattedrale diretto da Antonio Pierfederici. Il teatro lo vede protagonista di numerosi lavori, tra cui Processo a Maria con la regia di Tullio Pecora, dove incontra Berta Dominguez (attrice e scrittrice dello stesso spettacolo, nonché moglie del famoso produttore di Hollywood Alexander Salkind). Con il suddetto spettacolo, dove interpreta due ruoli diversi, Francesco raccoglie numerosi consensi da parte del pubblico e della critica giornalistica.
Negli Stati Uniti Berta Dominguez lo introduce nel mondo del cinema internazionale scrivendo un ruolo per lui nel film The Rainbow Thief con Omar Sharif e Christopher Lee. Nel 1993 intraprende la carriera televisiva americana con The Red Shoes Diaries, la serie diretta da Zalman King (produttore di 9 settimane e ½). Conseguentemente i produttori di Days of Our Lives gli offrono il ruolo di Roberto Barelli nella Soap Opera trasmessa dalla NBC.
Francesco adesso è alla fine del suo secondo contratto triennale.

## Filmografia

### Cinema
- Il ladro dell'arcobaleno, regia di Alejandro Jodorowsky (1990)
- I'm Watching You, regia di Blain Brown (1997)
- Ti presento un'amica, regia di Francesco Massaro (1987)
- Il volpone, regia di Maurizio Ponzi (1988)
- Body Puzzle, regia di Lamberto Bava (1992)

### Televisione
- The Red Shoes Diaries – serie TV, un episodio (1999)
- Il tempo della nostra vita (Days of Our Lives) – soap opera, 49 episodi (1998-2001)

## Programmi televisivi
- Days of Our Lives, rete televisiva NBC
- Sapore di Gloria, rete televisiva Rai1
- Palla al centro, regia di Federico Moccia

## Doppiaggio
lavori di doppiaggio correttivo negli Stati Uniti:
- The Tourist
- Eat, Pray, Love
- Angel & Demon
- The Pink Panther 2
- Oggi sposi... niente sesso (Just Married), regia di Shawn Levy (2003)
- Hannibal
- Omen - Il presagio (The Omen)
- The Lovely
- Excellent Cadaver

## Teatro
- Assassinio nella cattedrale, regia di Antonio Pierfederici
- Processo a Maria, regia di Tullio Pecora